# Смоленский регион Московской железной дороги
Смоленский регион МЖД — один из восьми регионов Московской железной дороги.

## Территория
Смоленский регион обслуживает следующие линии:
- Смоленское направление МЖД (от Бородино до Красного)
- Линия Смоленск — Рудня
- Линия Сычёвка — Вязьма — Людиново-2
- Линия Духовская — Занозная
- Линия Смоленск — Рославль-1

## Управление
Управление региона находится в Смоленске, на ул. Маршала Жукова, 16.